# Guy Fletcher
Guy Edward Fletcher (Maidstone, 24 maggio 1960) è un polistrumentista, cantautore, compositore di colonne sonore e produttore discografico britannico, principalmente noto per essere stato uno dei tastieristi della popolare rock band Dire Straits e per il suo coinvolgimento in tutti i progetti da solista di Mark Knopfler.

## Biografia
Nato a Maidstone nel Kent (Regno Unito), il 24 maggio 1960.
Inizia a farsi notare negli anni settanta come tecnico del suono, produttore e tastierista nei Rogue. Nel 1981 Bryan Ferry lo chiama con sé come tastierista nell'Avalon Tour dei Roxy Music. Nel 1983 Mark Knopfler collabora con Bryan e conosce Guy. È la base di un'amicizia e di una collaborazione destinata a durare negli anni. Guy diventa il tastierista dei Dire Straits e segue il geniale chitarrista in tutta la sua carriera solista. Fletcher è stato inserito nella Rock and Roll Hall of Fame quale membro dei Dire Straits nel 2018.
Nel 1990 consolida la collaborazione con il chitarrista dei Dire Straits, fondando i Notting Hillbillies. Ne fanno parte anche Steve Phillips e Brendan Croker, con il quale Fletcher compone la colonna sonora On the Big Hill.
Nel 2000 compone da solo la colonna sonora della serie televisiva At Home with the Braithwaites. Seguirà una carriera che lo vede comporre parecchie musiche per film.
Nel 2008 prova un'uscita solista con l'album Inamorata che replica nel 2010 con Natural Selection, nel 2016 con High Roads e nel 2022 con Anomaly.

## Discografia
- Inamorata (2008)
- Stone (EP) (2009)
- Natural Selection (2010)
- High Roads (2016)
- Anomaly (2022)

### Con i Roxy Music e Bryan Ferry
- High Road (live EP) (1983)
- Boys and Girls (1986)

### Con i Dire Straits
- Brothers in Arms (1985)
- On Every Street (1991)
- On the Night (1993)

### Con Mark Knopfler

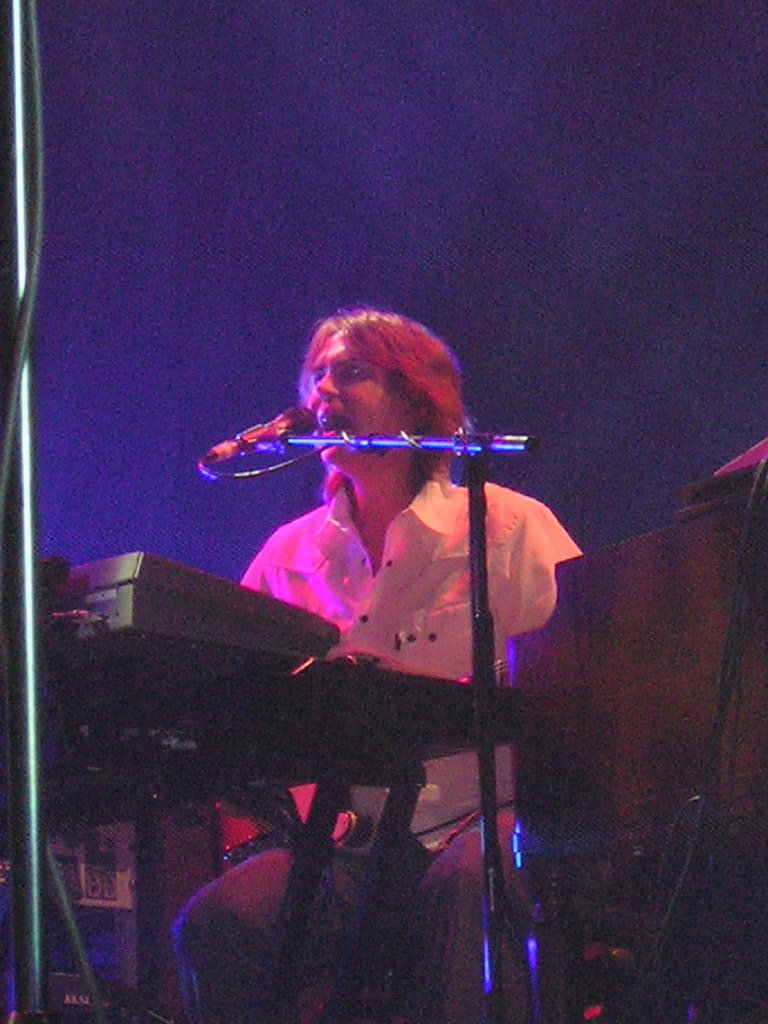
Guy Fletcher

- Local Hero (1983) (colonna sonora)
- Comfort and Joy (EP, 1984) (colonna sonora)
- Cal (1984) (colonna sonora)
- The Princess Bride (1987) (colonna sonora)
- Last Exit to Brooklyn (1989) (colonna sonora)
- Neck and Neck (1990) con Chet Atkins
- Golden Heart (1996)
- Sailing to Philadelphia (2000)
- The Ragpicker's Dream (2002)
- Shangri-La (2004)
- All the roadrunning (2006) con Emmylou Harris
- Real Live Roadrunning (2006) (live) con Emmylou Harris
- Kill to Get Crimson (2007)
- Get Lucky (2009)
- Privateering (2012)
- Tracker (2015)
- Altamira (2016) (colonna sonora)
- Down the Road Wherever (2018)
- One Deep River (2024)

### Con i Notting Hillbillies
- Missing...Presumed Having a Good Time (1990)

### Colonne sonore
- "On the Big Hill" (con Brendan Croker) documentario della Granada Television (1988)
- "At Home with the Braithwaites" serie TV prodotta da Sally Wainwright (2000)
- "Sweetnightgoodheart" di Dan Zeff (2001)
- "Tooth" di Edouard Nammour (2004)
- "Sergeant Pepper" di Sandra Nettelbeck (2004)
- "Niagara Motel" di Gary Yates (2005)
- "Spirit Trap" di David Smith (2005)
- "Seeing in the Dark" film documentario di Timothy Ferris (2007)